# Фрага, Хорхе
Хо́рхе Родо́льфо Фра́га Пухо́ль (исп. Jorge Rodolfo Fraga Pujol; род. 23 апреля 1935, Гавана, Куба) — кубинский кинорежиссёр, сценарист, актёр и педагог.

## Биография
С 1959 года преподаёт в ИКАИКе, где организовал многочисленные курсы и семинары. Дебютировал в 1960 году документальным фильмом «Мы победим». В 1964 году снял первую игровую ленту («В дни, подобные этим»). В 1974—1977 годах — директор отдела художественных программ, а с 1978 года — директор отдела кинопроизводства Министерства культуры Кубы.

## Избранная фильмография

### Режиссёр
- 1960 — Мы победим /
- 1961 — Нас объединяют горы /
- 1961 — И я стал учителем /
- 1961 — День молодого человека / (Япония—СССР—Венгрия—ГДР—Болгария—Куба)
- 1962 — Куба, 1958 год / Cuba '58
- 1964 — В дни, подобные этим / En días como estos
- 1965 — Кража / El robo
- 1968 — Одиссея генерала Хосе / La odisea del General José
- 1970 — Школа в поле /
- 1974 — Новая школа / La nueva escuela
- 1974 — Огород / El huerto
- 1975 — Дружба /
- 1977 — Шестая часть мира / (с другими режиссёрами)
- 1982 — Легенда / Leyenda (с Рохелио Парисом)

### Сценарист
- 1961 — День молодого человека /
- 1965 — Кража / El robo
- 1968 — Одиссея генерала Хосе / La odisea del General José
- 1994 — Орлы не охотятся на мух / Águilas no cazan moscas
- 2001 —  / O Magnífico Reitor (Португалия)

### Актёр
- 1964 — Немного больше синего цвета / Un poco más de azul
- 1964 —  / El final
- 1976 — Один ноябрьский день / Un día de noviembre

## Награды
- 1973 — приз ФИПРЕССИ кинофестиваля в Лейпциге («Новая школа»)